# Glamorous Indie Rock & Roll
Glamorous Indie Rock & Roll è una canzone composta dai The Killers. È presente nell'album di debutto del gruppo Hot Fuss.